# Ґезердар
Ґезердар (перс. گذردر) — село в Ірані, у дегестані Санґ-Сефід, у бахші Каре-Чай, шагрестані Хондаб остану Марказі. За даними перепису 2006 року, його населення становило 303 особи, що проживали у складі 73 сімей.

## Клімат
Середня річна температура становить 10,76°C, середня максимальна – 29,84°C, а середня мінімальна – -11,46°C. Середня річна кількість опадів – 275 мм.
| Клімат поселення                              | Клімат поселення | Клімат поселення | Клімат поселення | Клімат поселення | Клімат поселення | Клімат поселення | Клімат поселення | Клімат поселення | Клімат поселення | Клімат поселення | Клімат поселення | Клімат поселення | Клімат поселення |
| Показник                                      | Січ.             | Лют.             | Бер.             | Квіт.            | Трав.            | Черв.            | Лип.             | Серп.            | Вер.             | Жовт.            | Лист.            | Груд.            |                  |
| Середній максимум, °C                         | 5,03             | 6,89             | 10,82            | 17,81            | 23,02            | 28,29            | 29,84            | 29,70            | 24,64            | 18,43            | 11,65            | 6,10             |                  |
| Середня температура, °C                       | −3,21            | −1,37            | 2,57             | 9,57             | 14,77            | 20,05            | 24,24            | 24,10            | 19,06            | 12,83            | 6,05             | 0,52             |                  |
| Середній мінімум, °C                          | −11,46           | −9,62            | −5,68            | 1,31             | 6,52             | 11,80            | 18,63            | 18,49            | 13,44            | 7,24             | 0,45             | −5,1             |                  |
| Норма опадів, мм                              | 42               | 34               | 49               | 38               | 37               | 8                | 1                | 1                | 1                | 5                | 23               | 36               |                  |
| Середньомісячна швидкість вітру, м/с          | 1.28             | 1.96             | 2.99             | 2.98             | 2.66             | 2.38             | 2.37             | 2.36             | 2.22             | 2.06             | 1.89             | 1.30             |                  |
| Середньомісячна сонячна радіація, кДж/м²·день | 9293             | 12492            | 14876            | 18236            | 22256            | 27032            | 25909            | 24066            | 21180            | 15661            | 11000            | 9064             |                  |
| --------------------------------------------- | ---------------- | ---------------- | ---------------- | ---------------- | ---------------- | ---------------- | ---------------- | ---------------- | ---------------- | ---------------- | ---------------- | ---------------- | ---------------- |
| Джерело:                                      |                  |                  |                  |                  |                  |                  |                  |                  |                  |                  |                  |                  |                  |